# Jesús María (gmina)
Jesús María – to gmina w centralnej części meksykańskiego stanu Aguascalientes. Według spisu ludności z roku 2015, gminę zamieszkuje 120 405 mieszkańców. Gęstość zaludnienia wynosi 240 osób na kilometr kwadratowy. Stolicą jest miasto o tej samej nazwie - Jesús María.
Gmina Jesús María graniczy z Calvillo od zachodu, z Pabellón de Arteaga i San José de Gracia od północy, z San Francisco de los Romo od wschodu, a z Aguascalientes od południa.

## Miasta i wsie
Według spisu z 2010 roku największymi miastami i wsiami gminy są:
| Nazwa                       | Ludność |
| --------------------------- | ------- |
| Jesús María                 | 43 012  |
| Jesús Gómez Portugal        | 11 589  |
| Paseos de Aguascalientes    | 4 432   |
| Arboledas Paso Blanco       | 3 313   |
| Corral de Barrancos         | 3 158   |
| El Llano                    | 2 571   |
| Maravillas                  | 2 208   |
| Paso Blanco                 | 1 709   |
| Tepetates                   | 1 683   |
| General Ignacio Zaragoza    | 1 630   |
| Paseos de las Haciendas     | 1 596   |
| Valladolid                  | 1 411   |
| San Antonio de los Horcones | 1 254   |
| Los Arquitos                | 1 120   |
| Miravalle                   | 1 071   |
| Ejido la Guayana            | 1 028   |
| La Tomatina                 | 930     |
| La Loma de Valladolid       | 879     |
| Tapias Viejas               | 858     |
| Los Ramírez                 | 683     |
| Los Arenales                | 661     |
| Los Vázquez                 | 644     |
| Las Jaulas                  | 635     |
| Pedernal Primero            | 586     |
| La Florida                  | 552     |